# Franziska Streitel

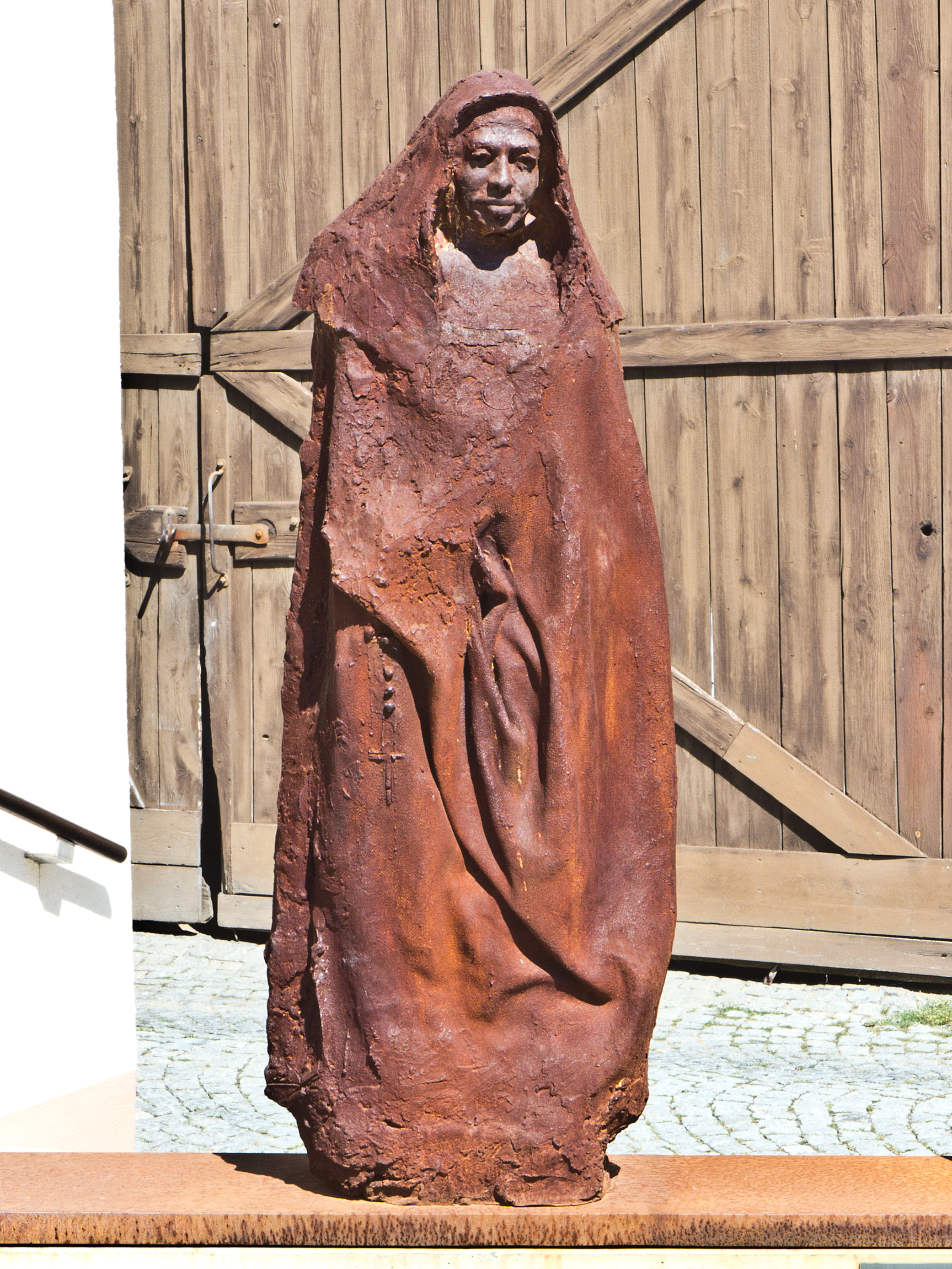
Streitel-Denkmal in Mellrichstadt

Franziska Streitel (* 24. November 1844 in Mellrichstadt; † 6. März 1911 in Castel S. Elia bei Rom) war die Gründerin der Kongregation der Schwestern von der Schmerzhaften Mutter (SSM).

## Leben
Franziska Amalia Streitel wurde am 24. November 1844 in Mellrichstadt (Bistum Würzburg) als Tochter des dortigen Bezirksamtsmannes geboren. Schon als Kind zeigte sie eine außerordentliche Gottesliebe und trat im Alter von 17 Jahren in das Kloster der Franziskanerinnen von Maria Stern in Augsburg ein, da ihre Eltern ihr den Eintritt in einen kontemplativen Orden mit strenger Klausur nicht erlaubten. Bei den Franziskanerinnen von Maria Stern hatte Franziska Streitl auch schon die Schule besucht. Zur Einkleidung erhielt sie den Namen Schwester Maria Angela. Nach der Profess und einigen Jahren des Wirkens als Lehrerin im Orden trat Schwester Maria Angela im Januar 1882 mit Erlaubnis ihres Bischofs in das Kloster Himmelspforten der Unbeschuhten Karmelitinnen in Würzburg über. Aufgrund „einer Eingebung“ verließ sie das Kloster jedoch bereits im Dezember desselben Jahres wieder und kehrte in ihr Elternhaus zurück.
Auf Wunsch ihres Beichtvaters ging sie 1883 nach Rom, um dort auf Anregung von Pater Johann Baptist Jordan und mit zwei anderen Kandidatinnen die Gründung der Salvatorianerinnen vorzunehmen. Schon zwölf Tage nach ihrem Eintreffen in Rom legte Sr. Maria Angela Gelübde ab und nahm den Namen „Schwester Maria Franziska vom Kreuz“ an.
Da es zwischen ihr und Pater Jordan deutliche Unterschiede in Bezug auf die Strenge der Lebensführung der Schwestern gab, gründete Sr. Maria Franziska die Kongregation der Schwestern von der Schmerzhaften Mutter, die 1885 die kirchliche Approbation erhielt. Die Schwestern der neugegründete Kongregation kümmerten sich vor allem um die Betreuung armer Kinder und die Krankenpflege Armer. Die Kongregation unter Mutter Franziska als Generaloberin erweiterte sich rasch und gründete schon 1889 ihre erste Niederlassung in Wichita (Kansas) in den Vereinigten Staaten.
Am 20. Oktober 1891 besuchte Franziska Streitel das Grab der seligen Stilla von Abenberg. Am 6. März 1892 gründeten zwei von ihr entsandten Schwestern die erste Ordensniederlassung in Wien und im April wurde ein Kindergarten in Kukus in Böhmen eröffnet.
Nach zehnjähriger Amtszeit Mutter Franziskas kam es innerhalb des Ordens zu Differenzen, und Mutter Franziska wurde des Amtes als Generaloberin enthoben. Nach ihrer Amtsenthebung lebte Mutter Franziska noch weitere 16 Jahre „als mustergültige Untergebene und in tiefer Demut“ in Castel S. Elia bei Rom, wo sie im Orden in der Betreuung von Kindern wirkte. Am 6. März 1911 starb Sr. Franziska in Castel S. Elia. Beim Trauerzug durch die Straßen knieten sich viele Menschen nieder, um den Segen der „Heiligen“ zu empfangen, andere berührten ehrfurchtsvoll ihren Sarg.
Im März 1904 erfolgte die Angliederung der Kongregation an den Dritten Orden des Heiligen Franziskus, und im März 1911, nur zwei Tage vor dem Tode Sr. Franziskas wurden die Konstitutionen der Kongregation genehmigt.
1920 kaufte die Kongregation das Kloster Marienburg in Abenberg und bereits am 17. August 1920 kamen aus Wien die ersten Schwestern. Das Kloster in Abenberg ist die erste Niederlassung der Schwestern von der Schmerzhaften Mutter in Bayern. Derzeit ist es auch Sitz der deutschen Regionalleitung der Kongregation.
Der Ruf von Sr. Franziskas Heiligkeit verbreitete sich durch die Angaben vieler Gläubiger, die ihrer Fürsprache Gebetserhörungen zuschrieben. Der Seligsprechungsprozess wurde 1937 eingeleitet und nach einer Unterbrechung auf Anordnung von Papst Johannes XXIII. 1963 fortgesetzt. Bei der ersten Sitzung in diesem Prozess im April 1937 wurde Sr. Franziska der Titel „Dienerin Gottes“ verliehen. Das Verfahren ist noch nicht abgeschlossen. Am 27. März 2010 hat Papst Benedikt XVI. Streitels heroischen Tugendgrad anerkannt.
Zum 5. Juli 2009 wurde durch Bischof Friedhelm Hofmann die Pfarreiengemeinschaft Franziska Streitel im Landkreis Rhön-Grabfeld errichtet. Zur Pfarreiengemeinschaft gehören die Pfarreien Eußenhausen, Frickenhausen, Hendungen, Mellrichstadt, Mittelstreu und Oberstreu.

## Ehrungen
- Franziska-Streitel-Weg in Ebersburg
- Franziska-Streitel-Straße in Abenberg
- Franziska-Streitel-Altenheim in Mellrichstadt
- Franziska-Streitel-Straße und Franziska-Streitel-Platz in Mellrichstadt
- Pfarreiengemeinschaft Franziska Streitel: Eußenhausen, Frickenhausen, Hendungen, Mellrichstadt, Mittelstreu und Oberstreu